# Hornnes
Hornnes is een plaats en voormalige gemeente in de fylke Agder in het zuiden van Noorwegen. Hornnes was van 1886 tot 1960 een zelfstandige gemeente. In dat laatste jaar fuseerde de gemeente met Evje tot de huidige gemeente Evje og Hornnes.
Het dorp ligt aan Riksvei 9 en de Otra, iets ten zuiden van Evje. De plaats heeft een achtzijdige houten kerk uit 1828. De oudste vermelding van een kerk in Hornnes dateert al uit 1327. In het verleden had het dorp ook een station aan Setesdalsbanen. Het stationsgebouw is nog aanwezig. 